# Murosternum paramolitor
Murosternum paramolitor är en skalbaggsart som beskrevs av Stefan von Breuning 1968. Murosternum paramolitor ingår i släktet Murosternum och familjen långhorningar. Inga underarter finns listade i Catalogue of Life.